# Gyrabascus brevigastris
Gyrabascus brevigastris är en plattmaskart. Gyrabascus brevigastris ingår i släktet Gyrabascus och familjen Lecithodendriidae. Inga underarter finns listade i Catalogue of Life.